# Holomitrium austroalpinum
Holomitrium austroalpinum är en bladmossart som beskrevs av Edwin Bunting Bartram 1942. Holomitrium austroalpinum ingår i släktet Holomitrium och familjen Dicranaceae. Inga underarter finns listade i Catalogue of Life.